# Кальяндас
Рай Кальяндас (*1680 — після 1760) — індійський художник-мініатюрист часів могольських падишахів від Ауранґзеба до Шах Джахана III.

## Життєпис
Про дату та місця народження немає відомостей. За походженням був індусом. Наприкінці правління падишаха Аурангзеба перебирається до Делі, працює у кітабхане (книжній майстерні) падишахів під керівництвом Бхаванідаса II. З 1715 року починає швидке зростання авторитету й відомості Кальяндаса.
Після переїзду Бхаванідаса II у 1719 році до Раджастхана, Кальяндас очолює кітабхане. За правління падишаха Мухаммада Шаха стає головним художником імперії. Розквіт творчості майстра припадає саме на період 1719–1748 років. По смерті Мухаммад Шаха Делі перетворився на арену боротьби між різними кланами. Після чергового пограбування Делі афганцями у 1760 році про долю Кальяндаса нічого не відомо.

## Творчість

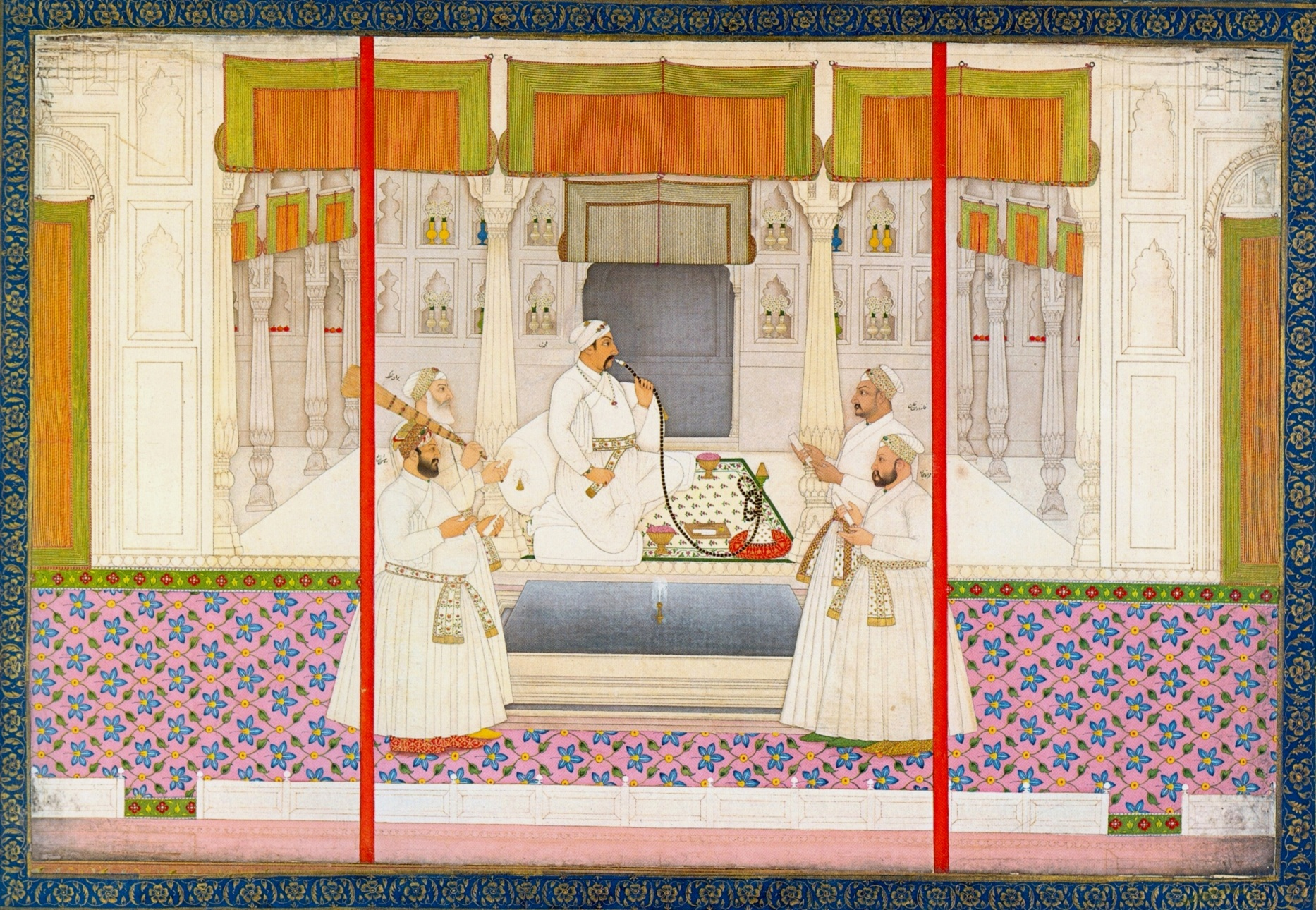
Мухаммад Шах з чотирма придворними

Відомий як портретист та майстер фігурного живопису. За це й отримав титул Читарман (तस्‍वीर, знаний як Читарман II на відміну від художника часів Джаханґіра). Мистецтво Читармана II знаменує відхід від традицій могольської мініатюри попереднього періоду, від реалістичного зображення. Його картини пласкіші та геометричніші. Малював переважно падишаха, членів його родини та почту. Знаними картинами є «В'їзд Азам-шаха до Ахмадабаду» (1701 рік), «Алі-хан верхи», «Мухаммад Шах у паланкіні», «Мухаммад Шах з чотирма придворними» (усі 1730 рік), «Мухаммад Шах кохається» (1735 рік), «Панні з тамбурою» (1740 рік)